# NGC 3058
NGC 3058 je galaksija u zviježđu Vodenoj zmiji.

## Vanjske poveznice
- SEDS: NGC 3058